# Rina Urabe
Pour les articles homonymes, voir Urabe.
Rina Urabe (卜部 里菜, Urabe Rina) est une ancienne joueuse de volley-ball japonaise née le 22 janvier 1991 à Nishinomiya (Préfecture de Hyōgo). Elle mesure 1,71 m et jouait au poste de centrale. Elle a mis un terme à sa carrière de volleyeuse professionnelle en mai 2015.

## Clubs
| Club                                  | De        | À         |
| ------------------------------------- | --------- | --------- |
| Osaka International Takii High School | 2006-2007 | 2008-2009 |
| Okayama Seagulls                      | 2009-2010 | 2014-2015 |

## Palmarès

### Équipe nationale
- Championnat d'Asie et d'Océanie des moins de 20 ans
  - Vainqueur : 2008.

### Clubs
- Coupe de l'impératrice
  - Finaliste : 2013.
- V Première Ligue
  - Finaliste : 2014.